# 스콧 레이너
스콧 레이너(영어: Scott Raynor, 1978년 4월 23일 ~ )는 미국의 음악가다. 그는 1992년부터 1998년까지 미국의 록밴드 블링크-182의 前 멤버였다.